# Brandkraan

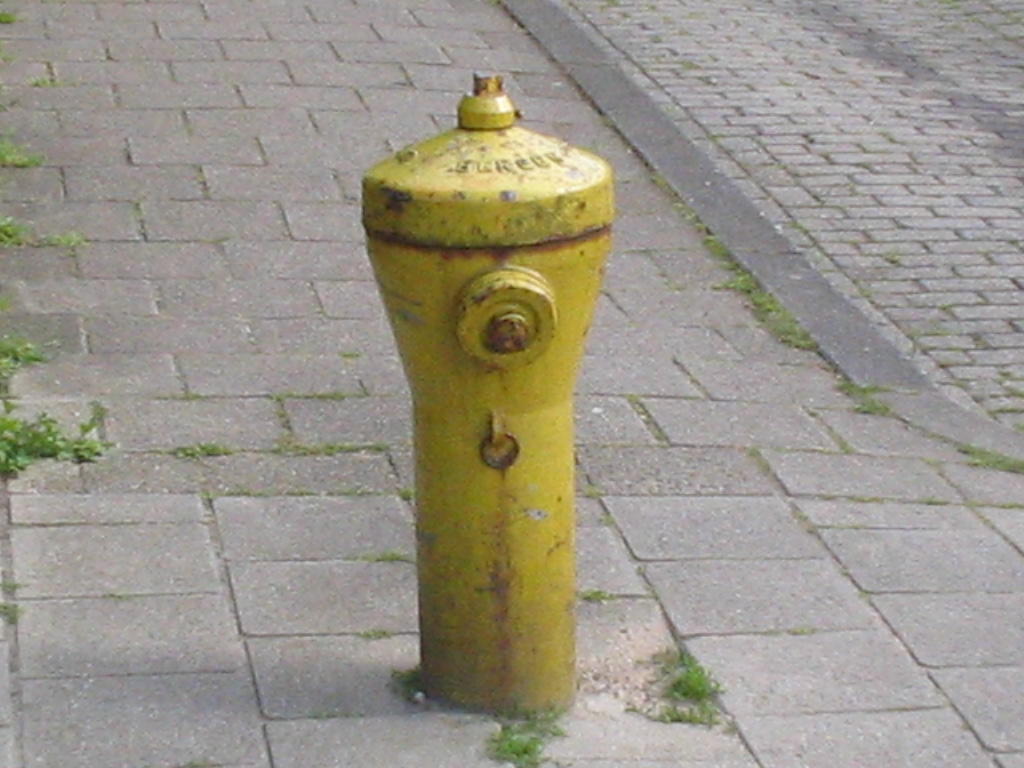
Bovengrondse brandkraan in Delft

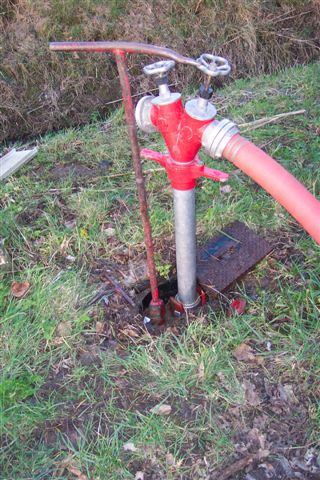
Ondergrondse brandkraan met opzetstuk, sleutel en een aangesloten brandslang.

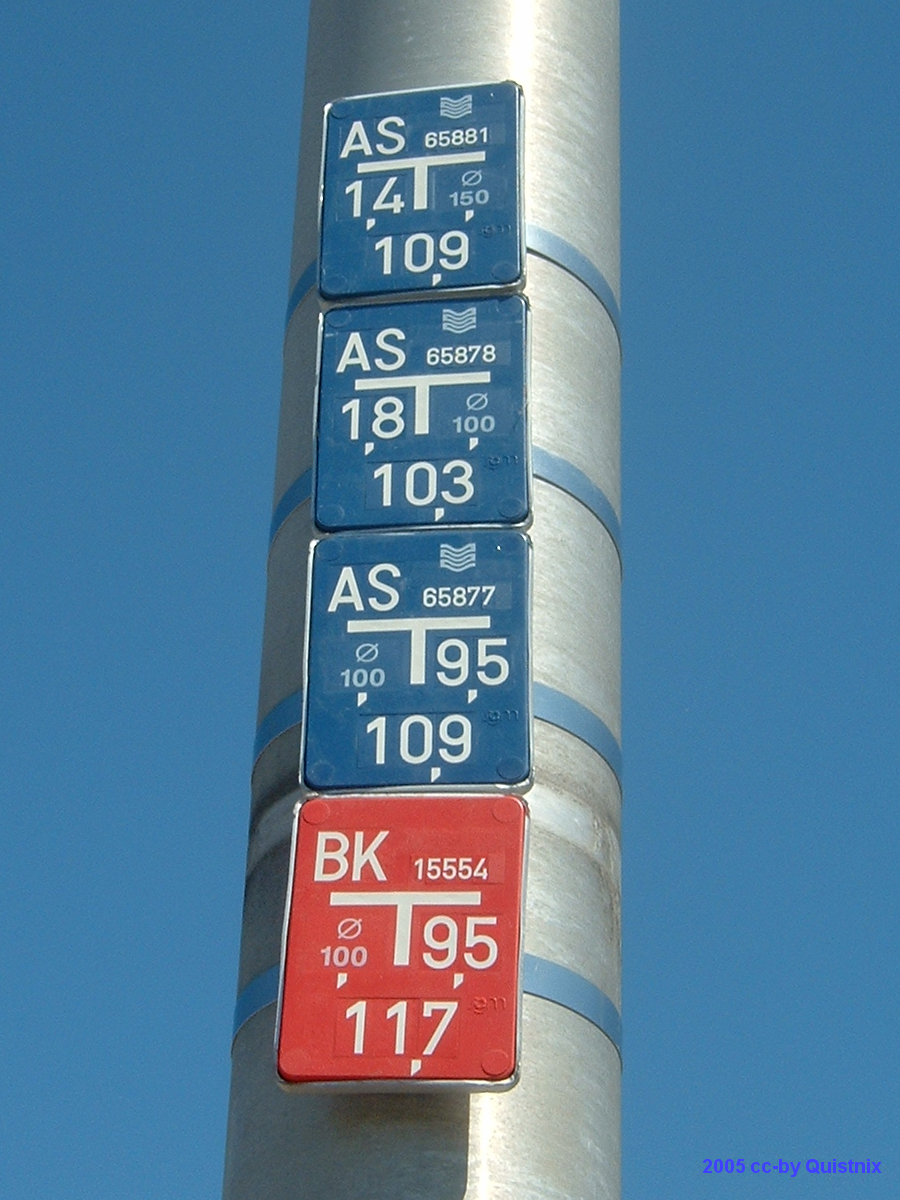
Bordjes met aanduidingen betreffende de plaats van een in het trottoir of wegdek verzonken brandkraan. De brandkraan is 11,7 m naar achteren en 9,5 m naar rechts.

Een brandkraan (ook wel hydrant genoemd) is een aftappunt bedoeld voor de brandweer. Voordat de eigen watervoorraad op is, kan men op een brandkraan aansluiten (afleggen in brandweertermen). Een of meerdere brandslangen worden op een brandkraan aangesloten en voeden de tankautospuit of (via een ander soort pomp) een hoogwerker.

## Aansluitpunten
Een aansluitpunt is de locatie waar de brandweer toegang krijgt tot een blusleiding of ander brandbestrijdingssysteem. Dit punt wordt gebruikt om water te injecteren in het systeem, zodat het naar de gewenste locatie in een gebouw kan worden getransporteerd. Aansluitpunten worden doorgaans geplaatst op goed zichtbare en gemakkelijk bereikbare locaties, zoals aan de buitenkant van een gebouw of op strategische plekken binnen een terrein.

## Voedingaansluitingen
De voedingaansluiting voorziet een blusleiding van water. Dit kan gebeuren door middel van een koppeling met een externe waterbron, zoals een brandkraan, een watertank of een reservoir. In sommige gevallen kan de voedingaansluiting ook aangesloten zijn op een gemeentelijk waterleidingnet. De capaciteit en betrouwbaarheid van de voedingaansluiting zijn van groot belang om ervoor te zorgen dat er voldoende bluswater beschikbaar is in geval van een calamiteit.

## Gevelkasten
Gevelkasten zijn afsluitbare kasten die vaak aan de buitenkant van een gebouw zijn geïnstalleerd. Ze bevatten belangrijke aansluitpunten, koppelingen en andere onderdelen die nodig zijn voor de bediening van blusleidingen. Gevelkasten zijn ontworpen om bescherming te bieden tegen weersinvloeden en vandalisme, terwijl ze tegelijkertijd eenvoudig toegankelijk blijven voor hulpdiensten. De kasten zijn meestal voorzien van duidelijke markeringen om hun functie en locatie aan te geven.

## Aftappunten
Aftappunten worden gebruikt om water uit een blusleiding of ander systeem te laten stromen. Ze spelen een belangrijke rol bij het onderhoud en de controle van blusleidingen. Door het water via een aftappunt te laten stromen, kan het systeem worden gecontroleerd op lekkages, blokkades of vervuiling. Aftappunten worden vaak geplaatst op strategische locaties, zoals het laagste punt van een blusleiding, om ervoor te zorgen dat het systeem effectief kan worden geleegd en schoongemaakt.

## Controle
Het keuren en controleren van droge blusleidingen is essentieel om de betrouwbaarheid en werking van dit cruciale systeem te garanderen. Droge blusleidingen spelen een belangrijke rol in de brandveiligheid van gebouwen en moeten altijd operationeel zijn in geval van een noodsituatie.

### Periodieke inspecties
Volgens de geldende regelgeving en normen, zoals de NEN 1594, moeten droge blusleidingen periodiek worden gecontroleerd. Hierbij wordt gekeken naar de algemene staat van de leiding, de aansluitpunten, de gevelkast en andere componenten. Tijdens de visuele inspectie wordt gecontroleerd op schade, corrosie, lekkages en eventuele blokkades in de leiding.

### Drukbeproeving
Naast de visuele controle wordt de leiding afgeperst om de drukbestendigheid te testen. Dit gebeurt meestal met een testdruk van 16 bar voor standaardinstallaties en 24 bar voor leidingen in hoge gebouwen of bijzondere omstandigheden. De druk wordt gedurende een bepaalde tijd aangehouden om te controleren of er geen drukverlies optreedt, wat kan wijzen op lekkages of andere defecten.

### Functionele controle van componenten
Naast de leiding zelf worden ook andere onderdelen van het systeem getest, zoals:
- Aansluitpunten: Deze moeten goed toegankelijk zijn en correct functioneren.
- Gevelkasten: De kleppen en koppelingen worden getest op soepelheid en lekkage.
- Aftappunten: Deze worden gecontroleerd om ervoor te zorgen dat onderhoud en ontluchting probleemloos kunnen plaatsvinden.

### Verzegeling van een droge blusleiding
Een droge blusleiding wordt vaak verzegeld om ongeautoriseerd gebruik of manipulatie te voorkomen. Deze verzegeling gebeurt meestal met breekzegels die op de aansluitpunten van de leiding worden geplaatst. De breekzegels zorgen ervoor dat direct zichtbaar is of de blusleiding is geopend, bijvoorbeeld na een controle, onderhoud of een inzet door de brandweer.
Het gebruik van breekzegels is belangrijk om te voorkomen dat onbevoegde personen toegang krijgen tot het systeem. Onbedoeld gebruik kan leiden tot vervuiling, drukverlies of schade, waardoor de blusleiding mogelijk niet optimaal functioneert tijdens een noodsituatie.
Na inspecties, onderhoudswerkzaamheden of reparaties worden de aansluitpunten opnieuw verzegeld. Dit waarborgt de integriteit van het systeem en geeft de zekerheid dat de blusleiding klaar is voor gebruik wanneer dat nodig is. De verzegeling vormt daarmee een belangrijk onderdeel van het onderhouds- en controlesysteem van een droge blusleiding.

### Rapportage en certificering
Na een keuring wordt een rapport opgesteld waarin de bevindingen en eventuele gebreken worden vermeld. Indien de droge blusleiding aan alle eisen voldoet, wordt een certificaat afgegeven. Bij gebreken moeten reparaties worden uitgevoerd, gevolgd door een herkeuring.
Het regelmatig keuren en onderhouden van droge blusleidingen zorgt ervoor dat ze te allen tijde klaar zijn voor gebruik en minimaliseert het risico op falen tijdens een calamiteit. Dit is niet alleen een wettelijke verplichting, maar ook een belangrijke investering in de veiligheid van bewoners, gebruikers en hulpdiensten.

## Uitvoeringen
Bij een ondergrondse brandkraan wordt eerst een opzetstuk op de brandkraan aangesloten. Dat gebeurt door middel van een wartel die in een bajonetsluiting gedraaid wordt en zichzelf vast trekt. Een ondergrondse brandkraan is afgewerkt met een straatpot volgens NEN 2159, met het opschrift 'BRANDKRAAN'.
Bij een bovengrondse brandkraan is in feite het opzetstuk onderdeel van de constructie. Op het opzetstuk of de bovengrondse brandkraan kunnen meestal twee brandslangen met een storzkoppeling worden aangesloten. In de industrie gebruikt men ook vaak een brandkraan met een speciaal bochtstuk, een "elbow" (lett. 'elleboog') voor het aansluiten van een waterkanon. Bij een opzetstuk zijn de uitgangen bijna altijd voorzien van individuele afsluiters, bij ondergrondse kranen is in veel gevallen de hoofdafsluiter de enige afsluiter. 
Bij beide varianten kan de watervoorziening met een sleutel geopend worden, de hoofdafsluiter is ondergronds geplaatst om bevriezing te voorkomen. Doorgaans is de brandkraan voorzien van een terugslagventiel om te voorkomen dat (verontreinigd) water terug in het drinkwaternet kan stromen. Bij een ondergrondse brandkraan wordt de aansluiting op de bajonetkoppeling afgesloten met een slibdekseltje om vervuiling te voorkomen. Bij het plaatsen van het opzetstuk is het van belang dat de koppeling goed vast gedraaid wordt, door de werking van de koppeling is het mogelijk dat het opzetstuk meters hoog gelanceerd wordt indien de koppeling niet goed vastgedraaid is.

## Locatiebordjes
In Nederland bevinden veel brandkranen zich ondergronds. Dit wordt gedaan om bevriezing of aantasting te voorkomen of om geen obstakel in de openbare ruimte te vormen. Om deze snel te kunnen vinden onder bijvoorbeeld een laag zand of sneeuw, hangen aan muren en lantaarnpalen bordjes die de afstand in meters aangeven ten opzichte van de dichtstbijzijnde brandkraan. De rode bordjes (soms met redundante aanduiding B of BK) verwijzen naar brandkranen; de blauwe bordjes (met aanduiding A, AS of DL) naar afsluiters van de waterleiding. Deze locatiebordjes heten formeel aanwijsplaten en dienen te voldoen aan bepaalde eisen die zijn vastgelegd in NEN 1184.
Op de bordjes staat een uniek identificatienummer, de nominale diameter van de leiding en de locatie van de kraan ten opzichte van het bordje. De locatie van de kraan wordt aangegeven door de positie (in meters) ten opzichte van de T op het bordje. Het getal aan de voet van de T betekent x,x meter loodrecht gemeten vanuit het bordje. Het getal links of rechts van de T duidt de afstand links of rechts van het bordje aan.

## Synoniem
Met name bij industriële bedrijven wordt de Engelse term hydrant gebruikt. Toen veel Amerikaanse bedrijven zich in de 1960 - 1970 in de haven van Rotterdam vestigden wilde men dat de brandbeveiliging op Amerikaans niveau zou zijn. Veel bedrijven wilden alleen hydranten van Amerikaanse makelij gebruiken. Vanaf dat moment werd de term hydrant in Rotterdam en de rest van Nederland een bekende term. Merken die in Europa veel verkocht worden zijn AVK, American Darling, Knowsley, Kennedy, Mueller en Waterous.

## Trivia
De brandkraan is bij het grote publiek vooral bekend uit Amerikaanse films, waarin tijdens achtervolgingen een hydrant omver gereden wordt en een waterfontein ontstaat.